# Avramovo (Blagoëvgrad)
Avramovo (Bulgaars: Аврамово) is een dorp in Bulgarije. Het dorp is gelegen in de gemeente Jakoroeda, oblast Blagoëvgrad. Het dorp ligt 18 km ten noorden van de gemeentelijke hoofdstad Jakoroeda. Op 1267 meter hoogte bevindt zich het hoogste treinstation op de Balkan - het station van Avromovo.

## Bevolking
Het dorp Avramovo scheidde zich in 1955 af van het dorp Babjak, wat tegenwoordig in de gemeente Belitsa ligt. In de eerste volkstelling - van 1956 - waarbij het dorp als onafhankelijke nederzetting werd geregistreerd, telde het dorp 545 inwoners. Dit aantal steeg de daaropvolgende jaren tot een officiële maximum van 723 personen in 2011. Op 31 december 2020 telde het dorp 666 inwoners.
De bevolking bestaat uit Bulgaarssprekende moslims, ook wel Pomaken genoemd. De Pomaken identificeren zich in de volkstellingen echter niet als etnische Bulgaren, maar als etnische Turken. Zo reageerden er bijvoorbeeld 678 van de 723 inwoners op de optionele volkstelling van 2011, waarvan 582 personen zichzelf als Bulgaarse Turken (86%) identificeerden en 96 personen als etnische Bulgaren (16%).
| Etnische samenstelling van de respondenten (2011) | Etnische samenstelling van de respondenten (2011) | Etnische samenstelling van de respondenten (2011) | Etnische samenstelling van de respondenten (2011) | Etnische samenstelling van de respondenten (2011) |
| ------------------------------------------------- | ------------------------------------------------- | ------------------------------------------------- | ------------------------------------------------- | ------------------------------------------------- |
|                                                   |                                                   |                                                   |                                                   |                                                   |
| Bulgaren                                          | Bulgaren                                          |                                                   | 14,15%                                            | 14,15%                                            |
| Turken                                            | Turken                                            |                                                   | 85,84%                                            | 85,84%                                            |
| Roma                                              | Roma                                              |                                                   | 0,0%                                              | 0,0%                                              |
| Anders/Onbekend                                   | Anders/Onbekend                                   |                                                   | 0,0%                                              | 0,0%                                              |

Van de 968 inwoners die in februari 2011 werden geregistreerd, waren er 109 jonger dan 15 jaar oud (15%), zo'n 518 inwoners waren tussen de 15-64 jaar oud (72%), terwijl er 96 inwoners van 65 jaar of ouder werden geteld (13%).

## Afbeeldingen

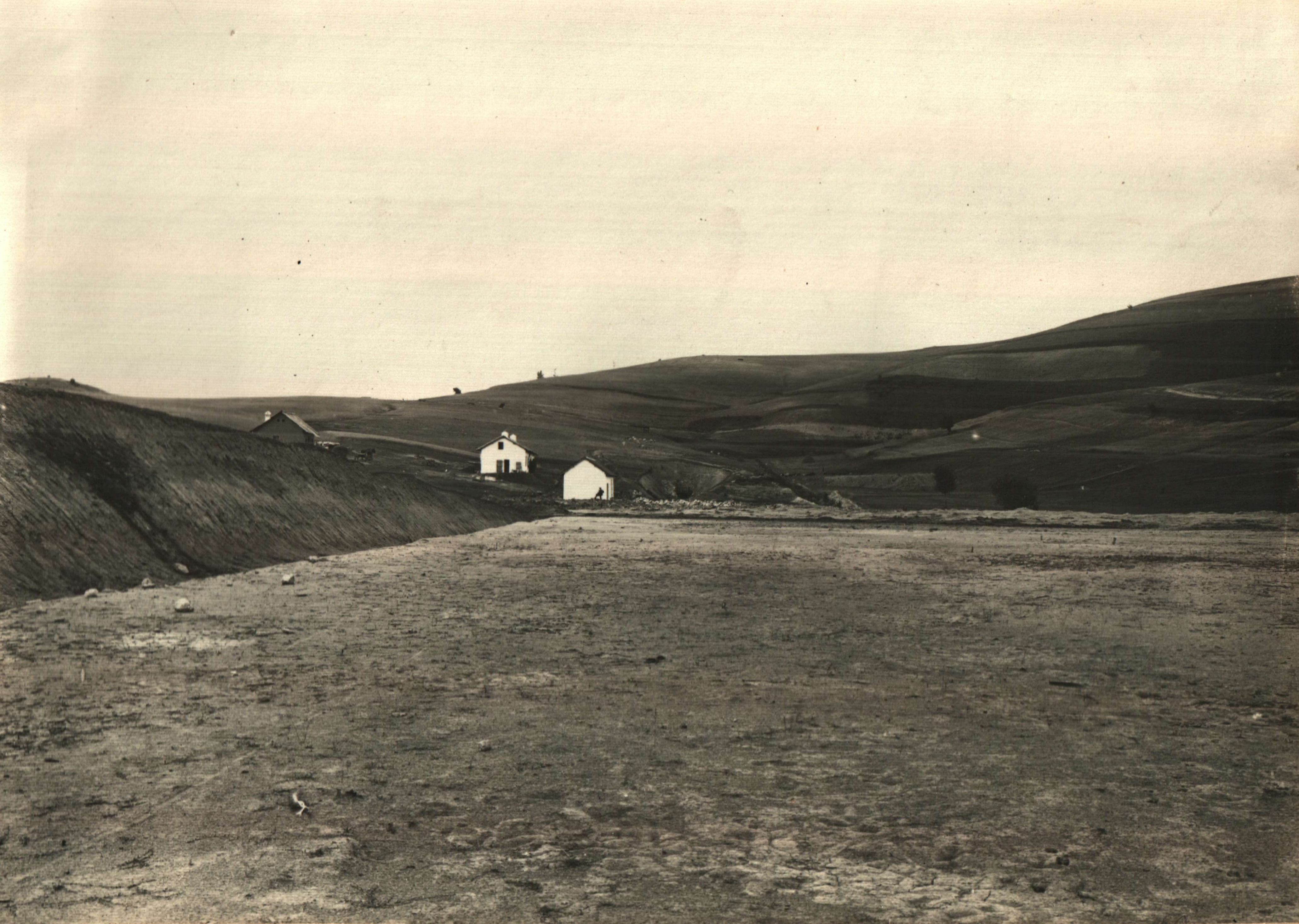
Het dorp in 1929
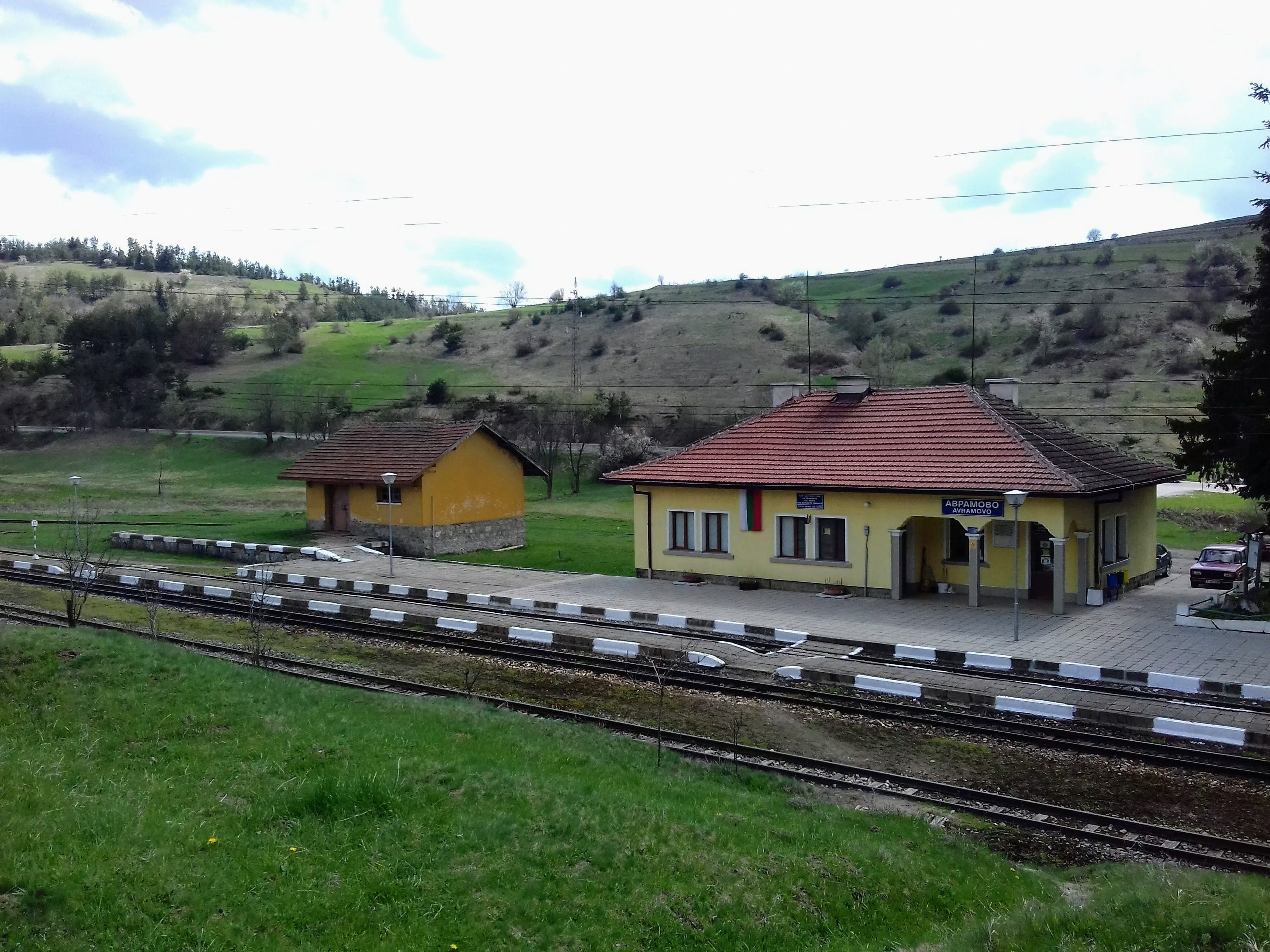
Het treinstation
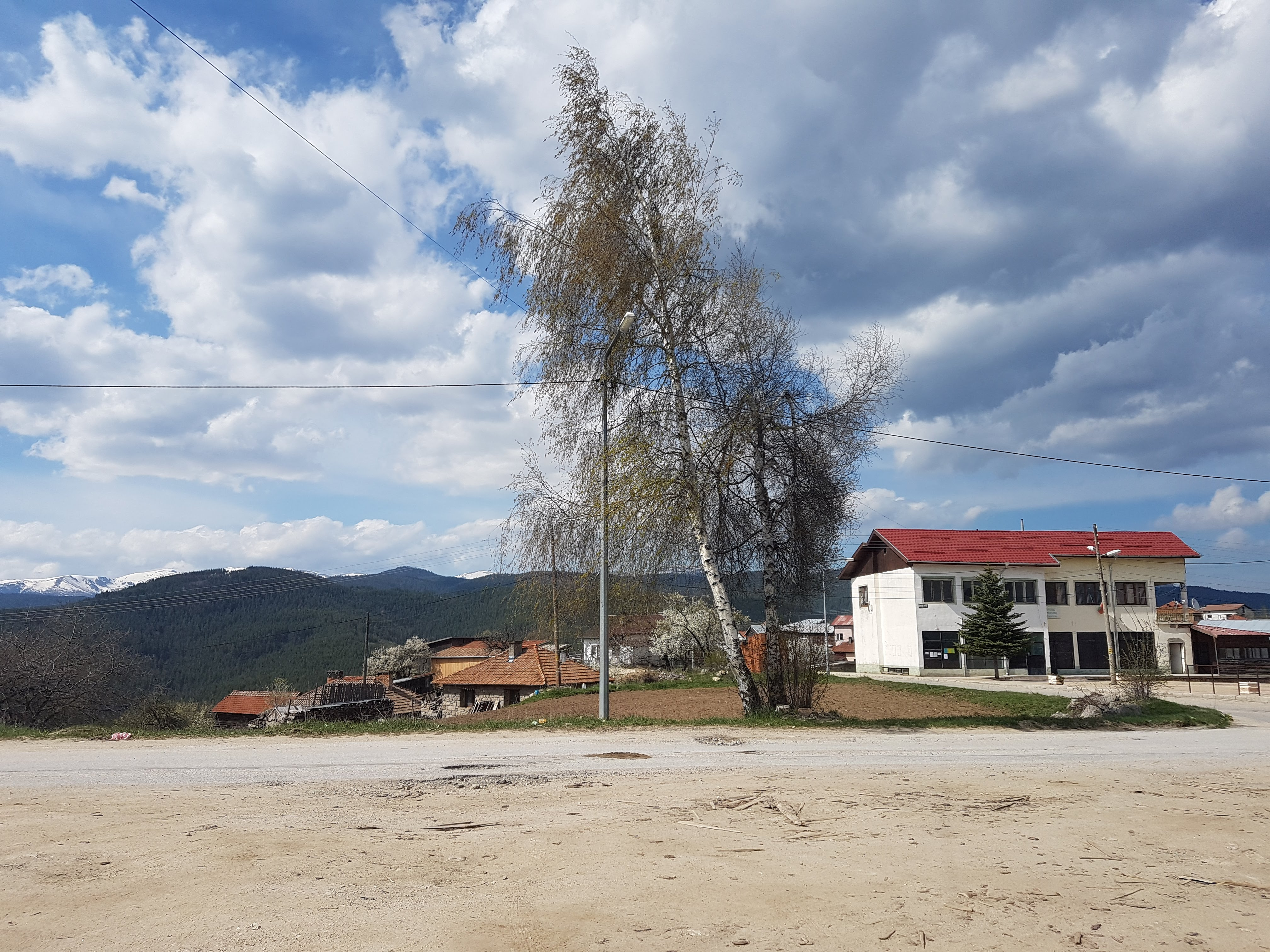
Burgemeesterskantoor
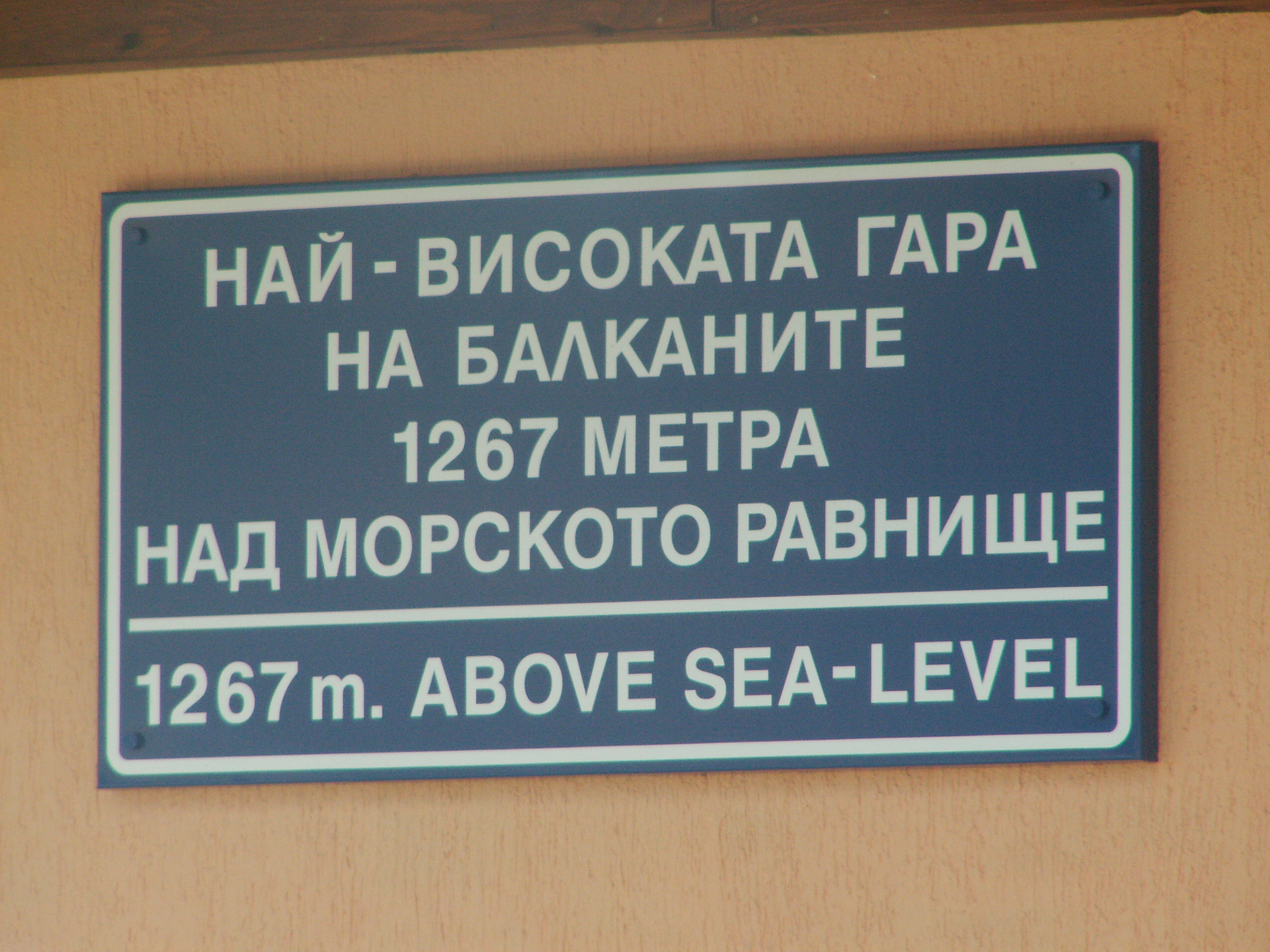
Hoogste treinstation, 1267 meter boven zeeniveau
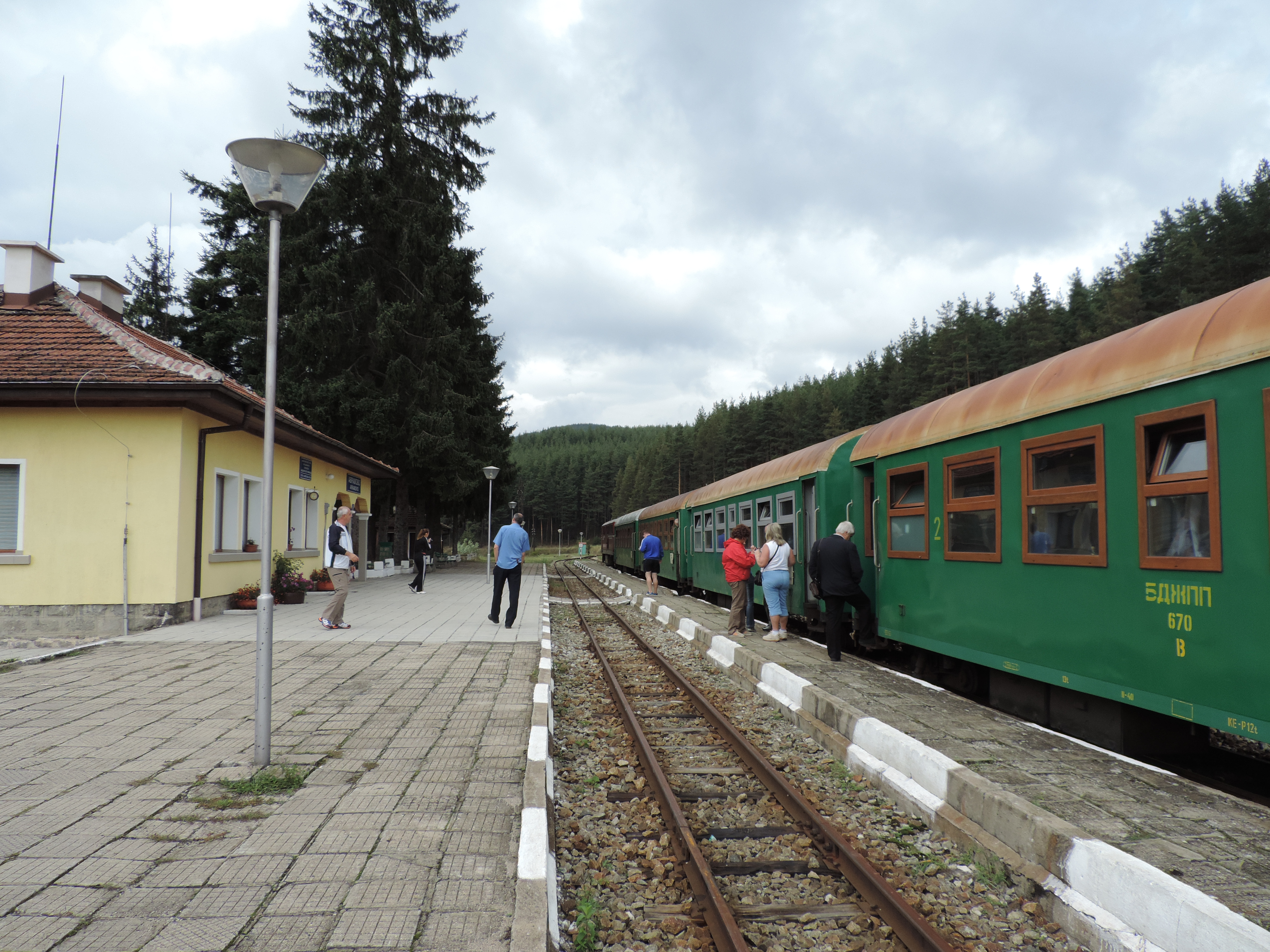
De trein tussen Septemvri en Dobrinisjte